# Baetodes pictus
Baetodes pictus är en dagsländeart som beskrevs av Cohen och Allen 1972. Baetodes pictus ingår i släktet Baetodes och familjen ådagsländor. Inga underarter finns listade i Catalogue of Life.